# روجر ويليس
روجر ويليس (بالإنجليزية: Roger Willis)‏ (17 يونيو 1967 بشفيلد في المملكة المتحدة - ) هو لاعب كرة قدم بريطاني في مركز الوسط. لعب مع برمنغهام سيتي وستيفيناغ بوروه وغريمسبي تاون ونادي بارنت ونادي بيتربورو يونايتد ونادي تشيسترفيلد ونادي ساوثيند يونايتد ونادي واتفورد ونادي كيترينغ تاون وHucknall Town F.C. ‏ ونادي كامبريدج ستي وسانت ألبانز سيتي وDunkirk F.C. ‏ ونادي بوسطن يونايتد.

## وصلات خارجية
- روجر ويليس على موقع قاعدة بيانات كرة القدم.إي يو (الإنجليزية)
- روجر ويليس على موقع Soccerbase.com (لاعب) (الإنجليزية)
- روجر ويليس على موقع عالم كرة القدم.نت (الإنجليزية)